# Spaceway 1
O Spaceway 1 (também conhecido por Spaceway F1) é um satélite de comunicação geoestacionário construído pela Boeing, ele está localizado na posição orbital de 102.8 graus de longitude oeste e é operado pela DirecTV. O satélite foi baseado na plataforma BSS-702 e sua expectativa de vida útil é de 13 anos.

## Lançamento
O satélite foi lançado com sucesso ao espaço no dia 26 de abril de 2005, às 07:32 UTC, por meio de um veículo Zenit-3SL, a partir da plataforma de lançamento da Sea Launch, à Odyssey. Ele tinha uma massa de lançamento de 6.080 kg.

## Capacidade e cobertura
O Spaceway 1 é equipado com 72 transponders em banda Ka para prestação de serviços de transmissão direta para a América do Norte e Havaí.